# إلينا سانشيز
إلينا سانشيز (بالإسبانية: Elena Sánchez González)‏ هي لاعبة كرة الماء إسبانية، ولدت في 20 أكتوبر 1994 في تاراسا في إسبانيا.